# Julia Ducournau

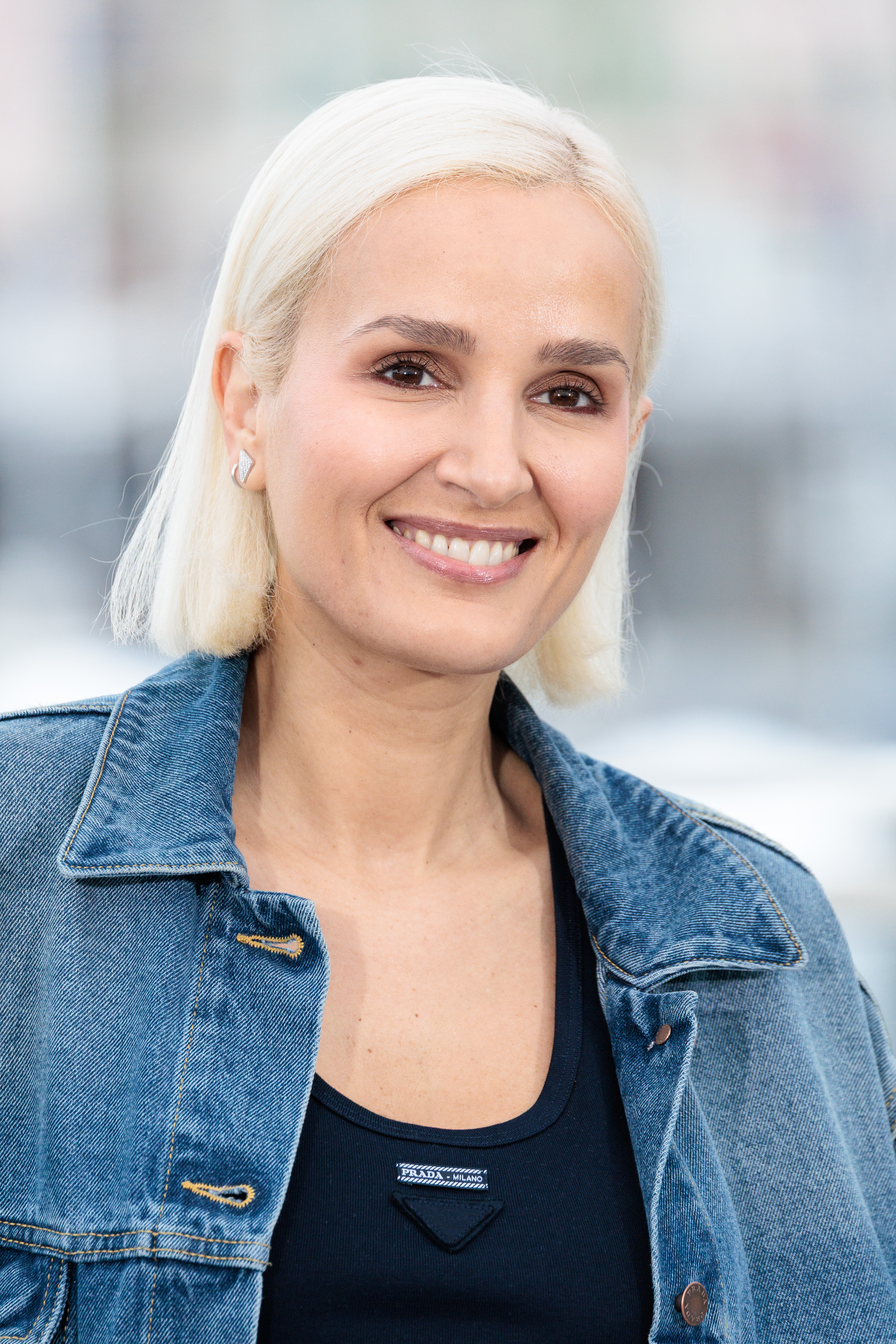
Julia Ducournau (2025)

Julia Ducournau (* 18. November 1983 in Paris) ist eine französische Regisseurin und Drehbuchautorin.

## Leben
Ducournau schloss 2008 ihr Studium an der Pariser Filmhochschule La Fémis ab. Sie arbeitete bei ihren Filmproduktionen als Story Editor und Script Consultant. 2011 drehte sie ihren ersten Kurzfilm Junior. Für diesen arbeitete sie mit der Schauspielerin Garance Marillier zusammen. Junior wurde bei den Internationalen Kurzfilmtagen Oberhausen 2012 mit dem Preis der Jugendjury ausgezeichnet. Ihr Horrorfilm Raw, erneut mit Garance Marillier in der Hauptrolle, feierte seine Premiere bei den Filmfestspielen von Cannes 2016.
2021 stellte Ducournau mit Titane ihren zweiten Spielfilm fertig. Für das Fantasy-Drama mit Vincent Lindon und Agathe Rousselle in den Hauptrollen erhielt sie die Goldene Palme beim 74. Filmfestival von Cannes.
Im Jahr 2025 wurde auch ihr dritter Spielfilm Alpha in den Hauptwettbewerb des 78. Filmfestivals von Cannes eingeladen. Im selben Jahr wurde sie beim Filmfestival von Venedig als Jurypräsidentin der Sektion Orizzonti ausgewählt.

## Filmografie (Auswahl)
- 2011: Junior (Kurzfilm)
- 2012: Mange (Fernsehfilm, Co-Regie)
- 2016: Raw (Grave)
- 2020: Servant (Fernsehserie, 3 Episoden der 2. Staffel)
- 2021: Titane
- 2024: The New Look (Fernsehserie, 2 Episoden)
- 2025: Alpha

## Auszeichnungen
Internationale Filmfestspiele von Cannes
- 2021: Auszeichnung mit der Goldenen Palme (Titane)
- 2025: Nominierung für die Goldene Palme (Alpha)